# Alsópiáni evangélikus templom
Az alsópiáni evangélikus templom műemlék Romániában, Fehér megyében. A romániai műemlékek jegyzékében az AB-II-a-A-00261 sorszámon szerepel.

## Története
A Szent Jakabnak szentelt templomot a 13. században építették; ekkor még torony nélküli, háromhajós román csarnoktemplomként. A 15. században fallal vették körül. 1798-ban a két mellékhajót és a kettős várfalat lebontották, a főhajót barokk stílusban alakították át. 1824-ben készítették a galériát. A templom nyugati oldalán található harangtorony 20. századi. Az orgonát 1939-ben építették.